# 권오룡 (공무원)
권오룡(權五龍, 1952년 6월 10일 ~ , 경기도 안성)은 대한민국의 공무원이다.

## 학력
- 고려대학교 법학 학사
- 오클라호마대학교 대학원 석사

## 경력
- 1975 : 제16회 행정고시 합격
- 1999.05 ~ 1999.10 : 행정자치부 행정관리국장
- 2002.02 ~ 2003.02 : 대통령비서실 정무수석실 행정비서관
- 2003.04 ~ 2004.07 : 행정자치부 차관보
- 2004.07 ~ 2006.08 : 행정자치부 제1차관
- 2006.08 ~ 2008.02 : 중앙인사위원회 위원장
- 2011.01 ~ 2011.12 : 금산세계인삼엑스포 위원장
- 2012.02 ~ 2014.02 : 지방분권촉진위원회 위원장

## 참고
| 전임 김주현 | 제7대 행정자치부 차관 2004년 7월 20일 ~ 2005년 7월 22일 | 후임 권오룡(행정자치부 제1차관) 문원경(행정자치부 제2차관) |

| 전임 권오룡 (행정자치부 차관) | 제8대 행정자치부 제1차관 2005년 7월 22일 ~ 2006년 8월 9일 | 후임 최양식 |

| 전임 조창현 | 제4대 중앙인사위원회 위원장 2006년 8월 9일 ~ 2008년 2월 28일 | 후임 원세훈 (행정안전부 장관) |